# Kapenguria
Kapenguria es una localidad de Kenia, con estatus de villa, capital del condado de West Pokot. Tiene 71 477 habitantes según el censo de 2009.

## Demografía
Los 71 477 habitantes de la villa se reparten así en el censo de 2009:
- Población urbana: 20 880 habitantes (10 405 hombres y 10 475 mujeres)
- Población periurbana: 13 166 habitantes (6471 hombres y 6695 mujeres)
- Población rural: 37 431 habitantes (18 728 hombres y 18 703 mujeres)

## Transportes
La villa se sitúa en el lateral oriental de la carretera A1, que recorre el oeste del país desde Sudán del Sur hasta Tanzania. Hacia el norte, esta carretera lleva a Lodwar, y hacia el sur lleva a Kakamega y Kisumu. El acceso a la villa a través de esta carretera se hace desde el arrabal de Makutano.